# Província d'Ayopaya
La província d'Ayopaya és una de les 16 províncies del Departament de Cochabamba, a Bolívia. La seva capital és Ayopaya (o Villa Independencia, coneguda popularment com a Independencia).

## Context geogràfic
La província d'Ayopaya compta amb una superfície de 9.620 km², microclimes i topografia variada que va des dels zones nevades, puna, valls, fins a regions tropicals, rica en recursos minerals, hidrocarburs i biodiversitat.

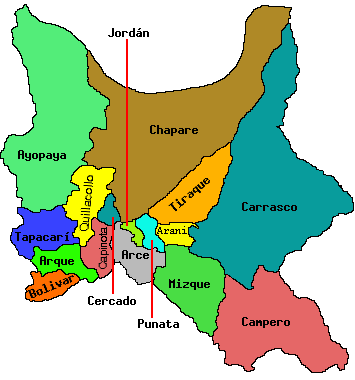
Les províncies del Departament de Cochabamba

Limita:
- al nord amb el departament de Beni.
- a l'est amb el departament de La Paz.
- al sud amb la província de Tapacarí i la província de Quillacollo del departament de Cochabamba.
- a l'oest amb la província de Chapare del departament de Cochabamba.

Posseeix dos gran afluents que neixen del riu Beni, al nord de la província, i són coneguts com:
- Riu Santa Elena, del qual encara neix un altre riu anomenat riu Altamachi.
- Riu Cotacajes, que s'estén gairebé al llarg del límit dels departaments de Cochabamba i La Paz abastant en el seu recorregut tota l'extensió de la província d'Ayopaya. Aquest afluent canvia de nom a l'arribar al cantó Independència.

## Divisió administrativa
La Província de Ayopaya es divideix administrativament en tres municipis:
- Ayopaya (o Villa Independencia)
- Morochata
- Cocapata

## Organització demogràfica
La província està poblada per més de 360 comunitats originàries de quítxues i aimares, rica en història i tradicions culturals. Elles s'agrupen en 59 subcentrals, que conformen al seu torn 13 centrals regionals, aglutinades a la Central Sindical Única de Treballadors Camperols Originaris d'Ayopaya (CSUTCOA) i la Central de Dones Camperoles Originàries d'Ayopaya «Bartolina Sisa» (CMCOA- BS).

## Recursos
La província és majorment agrícola. Dels seus turons s'extreu la sodalita, que existeix només en quatre llocs del món i que és molt apreciada per a les construccions sumptuoses, donada la seva duresa que és més gran que la del marbre.